# Заболоття (Зебляковське сільське поселення, присілок)
Заболоття (рос. Заболотье) — присілок в Шар'їнському районі Костромської області Російської Федерації.
Населення становить 3 особи. Входить до складу муніципального утворення Зебляковське сільське поселення.

## Історія
Від 2007 року входить до складу муніципального утворення Зебляковське сільське поселення.

## Населення
1. Н/Д[2]